# 彼得·梅尔滕斯
彼得·梅尔滕斯（荷蘭語：Peter Mertens；1969年12月17日—）是一名比利时作家和政治家。

## 生平
2008年－2021年，他担任比利时工人党主席。在他领导下，比利时工人党迅速崛起，由一个小党发展为在比利时政坛上有着重要影响力的大党。2022年1月1日起，他转任比利时工人党全国书记。